# تل التمر (اليعربية)
تل التمر قرية سورية تتبع ناحية اليعربية في منطقة المالكية التابعة لمحافظة الحسكة. بلغ عدد سكانها 364 نسمة عام 2004.
تقع على بعد 14 كم تقريبا إلى الغرب من مدينة اليعربية ومثلها تقريبا عن الحدود مع العراق.